# (3196) Maklaj
(3196) Maklaj es un asteroide perteneciente al cinturón de asteroides, descubierto el 1 de septiembre de 1978 por Nikolái Stepánovich Chernyj desde el Observatorio Astrofísico de Crimea (República de Crimea).

## Designación y nombre
Designado provisionalmente como 1978 RY. Fue nombrado Maklaj en honor al etnólogo y biólogo ucraniano Nikolái Miklujo-Maklái.